# Serrat de Puigmartre
El Serrat de Puigmartre és un serrat del terme municipal de l'Estany, a la comarca del Moianès.

El Serrat de Puigmartre, respecte del terme de l'Estany

Està situat en el sector central-occidental del terme estanyenc, on s'estén d'oest a est. És a prop i a ponent del nucli urbà; té el seu límit oriental en el cim de la Devesa, i s'estén a l'esquerra del torrent del Gomis. A orient enllaça amb el Serrat del Masot, que en marxa cap al sud-oest, i cap a la part més occidental, al Pla de l'Àliga, amb el Serrat dels Rocs, que segueix la direcció sud-sud-oest. A prop d'on connecta amb aquest serrat hi ha la Bassa de la Frau. En el seu vessant septentrional s'estén la Baga de Montfred, i al sud de l'extrem oriental, el paratge de la Frau.
Al bell mig de la carena d'aquest serrat es troba la masia de Puigmartre.